# Groupe de NGC 777
Le groupe de NGC 777 comprend au moins 13 galaxies situées dans la constellation du Triangle. La distance moyenne entre ce groupe et la Voie lactée est d'environ 71,9 Mpc (∼235 millions d'al). 

## Membres
Le tableau ci-dessous liste les 13 galaxies du groupe indiquées dans l'article de A.M. Garcia paru en 1993.   
| Nom        | Class.  | Type                 | α (J2000.0)   | δ (J2000.0) | Vitesse radiale (km/s) | m               | Distance (Mpc) | Dimensions (kal) |
| ---------- | ------- | -------------------- | ------------- | ----------- | ---------------------- | --------------- | -------------- | ---------------- |
| NGC 750    | E pec   | Elliptique           | 01h 57m 32.7s | 33° 12′ 33″ | 5171 ± 8               | 11,9            | 72,5 ± 5,1     | 128              |
| NGC 751    | E pec   | Elliptique           | 01h 57m 33.0s | 33° 12′ 11″ | 5152 ± 8               | 12,5            | 72,2 ± 5,1     | 106              |
| NGC 761    | SBa     | Spirale barrée       | 01h 57m 49.6s | 33° 22′ 38″ | 5029 ± 10              | 13,5            | 70,3 ± 4,9     | 111              |
| NGC 777    | E1      | Elliptique           | 02h 00m 14.9s | 31° 25′ 46″ | 5015 ± 8               | 11,5            | 70,2 ± 4,9     | 172              |
| NGC 783    | Sc      | Spirale              | 02h 01m 06.6s | 31° 52′ 57″ | 5190 ± 5               | 12,2            | 72,8 ± 5,1     | 96               |
| NGC 785    | S0-:    | Lenticulaire         | 02h 01m 40.0s | 31° 49′ 35″ | 4985 ± 27              | 13,0            | 69,8 ± 4,9     | 102              |
| NGC 789    | S?      | Spirale              | 02h 02m 26.0s | 32° 04′ 20″ | 5171 ± 8               | 13,5            | 73,9 ± 5,2     | 50               |
| UGC 1470   | S?      | Spirale              | 01h 59m 42.8s | 32° 04′ 55″ | 5165 ± 5               | 13,134 ± 0,1281 | 72,4 ± 5,1     | 106              |
| UGC 1503   | E       | Elliptique           | 02h 01m 19.9s | 33° 19′ 47″ | 5086 ± 6               | 14,11           | 71,3 ± 5,0     | 69               |
| UGC 1577   | SBbc    | Spirale barrée       | 02h 05m 26.6s | 31° 10′ 31″ | 5271 ± 1               | 11,67           | 74,0 ± 5,2     | 142              |
| UGC 1641   | SA(s)dm | Spirale magellanique | 02h 09m 10.2s | 31° 59′ 39″ | 5006 ± 1               | 14,00           | 70,2 ± 4,9     | 102              |
| UGC 1682   | Scd?    | Spirale              | 02h 11m 34.8s | 31° 30′ 35″ | 4984 ± 2               | 12,96           | 69,9 ± 4,9     | 66               |
| MGC 5-5-29 | S?      | Spirale              | 01h 56m 50.3s | 31° 42′ 11″ | 5345 ± 3               | 13,5 ± 0,3      | 75,0 ± 5,3     | 65               |

- 1Dans le proche infrarouge.

Le site DeepskyLog permet de trouver aisément les constellations des galaxies mentionnées dans ce tableau ou si elles ne s'y trouvent pas, l'outil du site constellation permet de le faire à l'aide des coordonnées de la galaxie. Sauf indication contraire, les données proviennent du site NASA/IPAC.